# 1. SC Breakers Rüsselsheim
Der 1. SC Breakers Rüsselsheim (offiziell: 1. Snooker-Club Breakers Rüsselsheim 1991 e. V.) ist ein 1991 gegründeter Snookerverein aus Rüsselsheim am Main. Er spielte von 1999 bis 2016 und seit 2019 wieder in der 1. Bundesliga und wurde 2000 sowie 2007 Deutscher Meister.

## Geschichte
Der 1. SC Breakers Rüsselsheim wurde 1991 gegründet. Bei der Gründung hatte er 20 Mitglieder. In der Saison 1998/99 gelang der ersten Mannschaft der Aufstieg in die 1. Bundesliga. Anschließend wurde sie in ihrer ersten Bundesligasaison deutscher Meister. In der Saison 2006/07 wurde Rüsselsheim erneut deutscher Meister. In der Saison 2015/16 belegte der Verein mit lediglich sechs Punkten den achten Platz und stieg damit nach 17 Jahren in der ersten Liga in die 2. Bundesliga ab.
Zur Saison 2019/20 stieg der SC Breakers als Meister der Südstaffel der 2. Bundesliga wieder in die Bundesliga auf. Wegen der COVID-19-Pandemie wurde die Saison 2019/20 abgebrochen und nur die Hinrunde gewertet. Die Spielzeit 2020/21 wurde komplett annulliert.
Die zweite Mannschaft des Vereins spielte von 2004 bis 2008 und von 2009 bis 2011 in der 2. Bundesliga.

## Platzierungen seit 1999
| Saison    | Liga (Spielklasse)                        | Platz                                     |
| --------- | ----------------------------------------- | ----------------------------------------- |
| 1999/2000 | 1. Bundesliga (1)                         | 1                                         |
| 2000/01   | 1. Bundesliga (1)                         | 4                                         |
| 2001/02   | 1. Bundesliga (1)                         | 4                                         |
| 2002/03   | 1. Bundesliga (1)                         | 6                                         |
| 2003/04   | 1. Bundesliga (1)                         | 4                                         |
| 2004/05   | 1. Bundesliga (1)                         | 4                                         |
| 2005/06   | 1. Bundesliga (1)                         | 5                                         |
| 2006/07   | 1. Bundesliga (1)                         | 1                                         |
| 2007/08   | 1. Bundesliga (1)                         | 4                                         |
| 2008/09   | 1. Bundesliga (1)                         | 2                                         |
| 2009/10   | 1. Bundesliga (1)                         | 4                                         |
| 2010/11   | 1. Bundesliga (1)                         | 2                                         |
| 2011/12   | 1. Bundesliga (1)                         | 5                                         |
| 2012/13   | 1. Bundesliga (1)                         | 6                                         |
| 2013/14   | 1. Bundesliga (1)                         | 5                                         |
| 2014/15   | 1. Bundesliga (1)                         | 6                                         |
| 2015/16   | 1. Bundesliga (1)                         | 8                                         |
| 2016/17   | 2. Bundesliga Nord (2)                    | 5                                         |
| 2017/18   | 2. Bundesliga Süd (2)                     | 4                                         |
| 2018/19   | 2. Bundesliga Süd (2)                     | 1                                         |
| 2019/20   | 1. Bundesliga (1)                         | 6                                         |
| 2020/21   | Saison annulliert wegen COVID-19-Pandemie | Saison annulliert wegen COVID-19-Pandemie |
| 2021/22   | 1. Bundesliga (1)                         |                                           |

## Aktuelle und ehemalige Spieler
(Auswahl)
| - Patrick Dauscher - Jörn Hannes-Hühn - Michael Heeger - Kevin Malz - Hans-Joachim Meyer - Sebastian Mohri | - Armin Schmidt - Ernst Seckes - Sascha Schill - Olaf Thode - Richard Wienold |